# Vilminore di Scalve
Vilminore di Scalve ist eine norditalienische Gemeinde (comune) mit 1436 Einwohnern (Stand 31. Dezember 2023) in der Provinz Bergamo in der Lombardei.

## Geografie

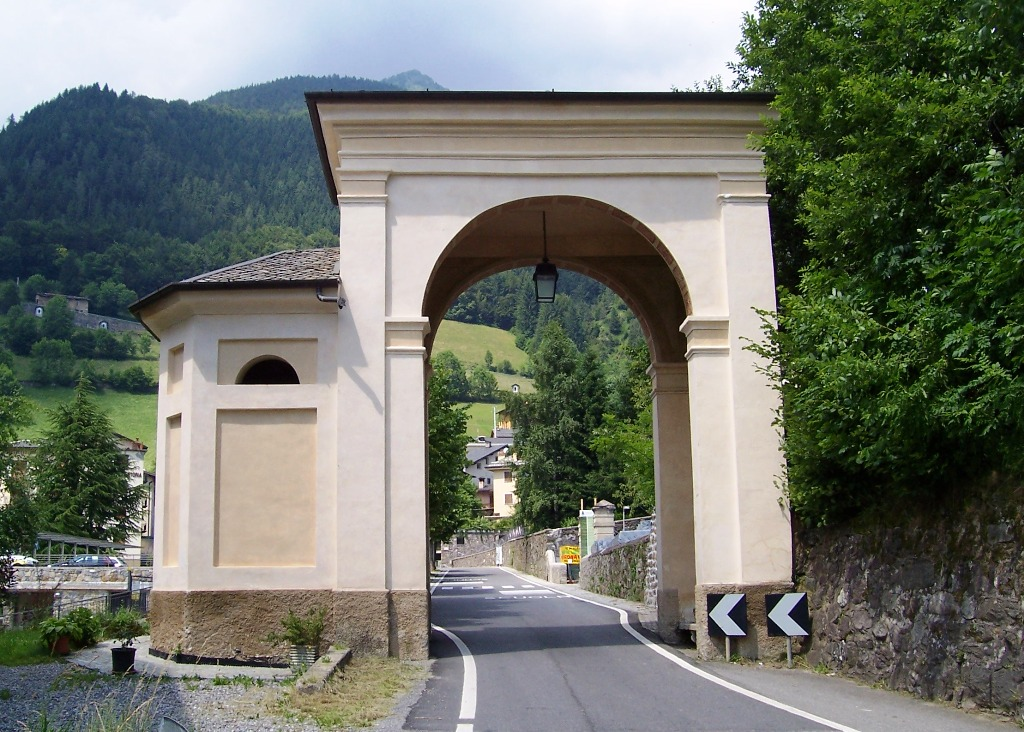
Einfahrt nach Vilminore

Die Gemeinde liegt in den Bergamasker Alpen und grenzt an die Gemeinde Teglio der Provinz Sondrio.
Vilminore di Scalve liegt etwa 61 Kilometer nordöstlich von Bergamo.
Durch das Gemeindegebiet, das im Valle di Scalve liegt, fließt der Dezzo.
Sehenswert ist die Einfahrt nach Vilminore.

## Söhne und Töchter der Gemeinde
- Enrico Albrici (1714–1773), Maler
- Gaetano Bonicelli (* 1924), Erzbischof